# 논종
부파불교 이후, 교법(敎法)의 해석으로서의 아비달마의 발달에 의해서 많은 불교 논서(佛敎論書)가 저술되었으나, 그것이 중국으로 전해져서 번역됨과 동시에 이를 중심으로 연구가 이루어져 그 같은 논서를 바탕으로 한 일종(一宗)이 확립되는 경우도 있었다. 즉, 논서의 강구(講究)를 중심으로 한 학파적인 종파라는 것으로 이를 논종(論宗)이라고 한다.
논종에 대해, 특정한 경전을 소의(所依) 경전으로 하여 확립된 중국 불교의 종파를 경종(經宗)이라 한다.
다음과 같은 종파들이 논종에 속한다.
- 비담종(毘曇宗): 유부(有部) 법승(法勝)의 《아비담심론(阿毘曇心論)》과 법구(法救)의 《잡아비담심론(雜阿毘曇心論)》 등의 구역(舊譯)을 강구하는 종파

- 성실종(成實宗): 하리발마(訶梨跋摩)의 《성실론(成實論)》을 강구하는 종파

- 지론종(地論宗):《화엄경(華嚴經)》의 고형(古型)을 이루는 것으로 알려진 《십지경(十地經)》에 대한 세친(世親)의 주석인 《십지경론(十地經論)》을 강구하는 종파

- 섭론종(攝論宗): 유가유식파(瑜伽唯識派)의 입장에서 대승불교의 교리를 조직화한 무착(無着)의 《섭대승론(攝大乘論)》을 강구하는 종파

- 삼론종(三論宗): 공(空)의 교리를 체계화한 용수(龍樹)의 《중론(中論)》·《십이문론(十二門論)》과 제자인 제바의 《백론(百論)》의 삼론을 강구하는 종파

- 법상종(法相宗): 세친(世親)의 《유식삼십송(唯識三十頌)》에 관해서 호법(護法)을 중심으로 한 10대논사(十大論師)가 주석을 달았다는 《성유식론(成唯識論)》을 강구하는 종파

## 참고 문헌
- 이 문서에는 다음커뮤니케이션(현 카카오)에서 GFDL 또는 CC-SA 라이선스로 배포한 글로벌 세계대백과사전의 내용을 기초로 작성된 글이 포함되어 있습니다.